# Claraeola francoisi
Claraeola francoisi är en tvåvingeart som först beskrevs av Hardy 1952.  Claraeola francoisi ingår i släktet Claraeola och familjen ögonflugor.
Artens utbredningsområde är Burundi. Inga underarter finns listade i Catalogue of Life.